# Referendumul pentru independența Sudanului de Sud, 2011

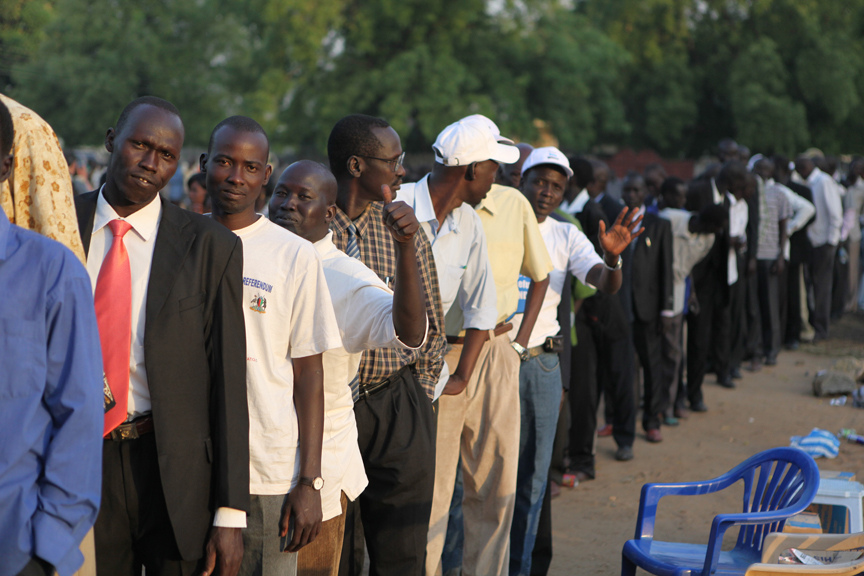
Coadă la votul pentru independență, Sudanul de Sud, 2011

Referendumul pentru independența Sudanului de Sud a avut loc între 9 și 15 ianuarie 2011. Referendumul a fost organizat în urma Acordului de Pace de la Naivasha, din 2005, între guvernul de la Khartoum și Mișcarea de Eliberare a Poporului Sudanez. În urma sondajelor de opinie organizate anterior votului, 97% din populația din sudul Sudanului declara că va vota pentru independența regiunii. 

## Rezultat
98,83% dintre participanții la vot au votat pentru independență.